# Petr Popelka
Petr Popelka (Praag, 1986) is een Tsjechische dirigent en componist. In juni 2023 kondigde de Wiener Symphoniker zijn benoeming aan als chef-dirigent, met ingang van het seizoen 2024-2025.

## Biografie
Popelka werd geboren in Praag, de hoofdstad van Tsjechië. Hij was van jongs af aan geïnteresseerd in componeren en dirigeren. Als hij 18 is, gaat hij naar de Hochschule für Musik Freiburg in Duitsland om contrabas te studeren. “Mijn droom was om dirigeren en compositie te studeren, maar ik had zulke goede basdocenten dat ik al snel een baan kreeg in een orkest", verklaarde hij in een interview. Op 19-jarige leeftijd wordt hij lid van het Praags Filharmonisch Orkest. 
In 2009 treedt hij toe tot de academie van het Symphonieorchester des Bayerischen Rundfunks. Van 2010 tot 2020 speelt hij als plaatsvervangend contrabassist bij de Sächsische Staatskapelle Dresden.
In 2015 is Popelka componist-in-residence op het PODIUM-festival in het Oostenrijkse Mödling, waar hij zijn werk Labyrinth des Herzens voorstelt.
Sinds 2016, tijdens zijn periode als orkestlid in Dresden, wijdt Popelka zich opnieuw aan het dirigeren. Zijn dirigeermentoren zijn dan onder meer Vladimir Kiradjiev, Péter Eötvös, Alan Gilbert, Jaap van Zweden en Johannes Schlaefli. 
In 2017 ontvangt hij de Neeme Järvi-prijs van de Gstaad Menuhin Festival Academy.
Voor het seizoen 2019-2020 wordt hij dirigent van het NDR Elbphilharmonie Orchester.  
In 2019 dirigeert hij Der goldene Drache van Peter Eötvös voor de Semperoper in Dresden.
Van 2020 tot 2023 is Popelka chef-dirigent van het Noors Radio Orkest, het orkest van de rijksomroep NRK, in Oslo.
Vanaf het seizoen 2022-2023 is hij ook chef-dirigent en artistiek leider van het Praags Radio Symfonie Orkest, waar hij zijn carriere begon als contrabassist.
In mei 2022 is hij voor het eerst gastdirigent van de Wiener Symphoniker, dat zonder vaste dirigent zit sinds het aftreden van Andres Orozco-Estrada. De leden van het orkest stemden vervolgens met overweldigende meerderheid voor Popelka. In juni 2023 kondigt het orkest zijn benoeming aan als chef-dirigent, met ingang van het seizoen 2024-2025.
In 2023 leidt hij het jaarlijkse ORF televisie-concert Frühling in Wien.
Daarnaast is Popelka vaste gastdirigent van het Janáček Philharmonic Orchestra uit Ostrava. Hij stond ook op de planken met het Deens Nationaal Symfonie Orkest, Bergen Filharmoniske Orkester, Rundfunk-Sinfonieorchester Berlin, Orchestre Philharmonique du Luxembourg, Sächsische Staatskapelle Dresden, Bamberger Symphoniker, SWR Symphonieorchester, hr-Sinfonieorchester Frankfurt, Deutsche Radio Philharmonie Saarbrücken Kaiserslautern, Mozarteumorchester Salzburg, Orchestra Sinfonica Nazionale della RAI en Symfonieorkest van de Zweedse Radio.

## Onderscheidingen
- 2017: Neeme Järvi Preis - Gastdirigate bei Kammerorchester Basel, Sinfonieorchester Basel und Symphonieorchester Bern.[19]